# Things That U Do
"Things That U Do" é um single do rapper Jay-Z, de seu álbum de 1999 Vol. 3... Life and Times of S. Carter. Apresenta vocais de Mariah Carey e uma base produzida por Swizz Beatz. John Bush do Allmusic a descreve como uma "produção exagerada", enquanto Steve Juon do RapReviews.com a considera uma "canção destinada ao comércio" que "ainda assim soa refrescante e original." A canção não foi promovida ou lançada no formato de um CD single, e acabou não entrando para as paradas.

## Paradas
| Parada (2000)                                   | Melhor posição |
| ----------------------------------------------- | -------------- |
| US Billboard Bubbling Under R&B/Hip-Hop Singles | 20             |